# Hebeloma fusipes
Espèce
Heleboma fusipes, l'Hébélome à pied en fuseau, est une espèce de champignons agaricomycètes du genre Hebeloma et de la famille des Strophariaceae.